# Marvin Rees
Marvin Jonathan Rees, baron Rees d'Easton (né en avril 1972) est un homme politique du parti travailliste britannique qui est le deuxième et dernier maire de Bristol de 2016 à 2024. Il est créé pair à vie en février 2025.

## Jeunesse et éducation
Marvin Rees est élevé à Bristol, en partie à Lawrence Weston et Easton, par sa mère britannique,,. Il fréquente l'école polyvalente St George à Bristol et obtient ensuite une maîtrise en théorie politique et gouvernement à l'Université de Swansea, ainsi qu'une maîtrise en développement économique mondial à l'Université Eastern en 2000. Plus tard, il suit le programme World Fellows à l'Université Yale. Il aide alors Tony Campolo, conseiller du président Bill Clinton.

## Début de carrière
Rees travaille dans divers domaines tout au long de sa carrière. Il est journaliste indépendant et présentateur radio à BBC Radio Bristol et Ujima Radio. Il est responsable des communications et des événements à la Black Development Agency (aujourd'hui Phoenix Social Enterprise), une agence vouée à l'autonomisation des individus et des communautés grâce à des opportunités de travail à l'étranger.
Rees est employé dans la ville de Bristol en tant que responsable du programme pour l'égalité raciale dans les questions de santé mentale à Public Health, Bristol. Il travaille aux États-Unis comme assistant de sensibilisation à la communauté Sojourners et comme coordinateur jeunesse à Tearfund.

## Carrière politique

### Élection municipale 2012
En 2012, sélectionné par un vote des membres du Parti travailliste de la ville pour se présenter à la mairie de Bristol, Rees bat quatre autres candidats à la nomination, dont le chef et le chef adjoint du groupe travailliste du conseil municipal de Bristol et un ancien député, Dan Norris, qui devient plus tard maire de l'ouest de l'Angleterre. Lors de l'élection, il obtient 25 906 voix, se classant deuxième, après George Ferguson, un indépendant.

### Implication communautaire
En 2012, Rees est le fondateur et le responsable du programme de leadership de Bristol, un programme de deux semaines aidant chaque année une douzaine de personnes issues de milieux défavorisés à réaliser leurs aspirations. Il est également membre de la Bristol Legacy Commission qui cesse ses activités en avril 2012. Il est un ancien directeur du Bristol Partnership.

### Maire de Bristol

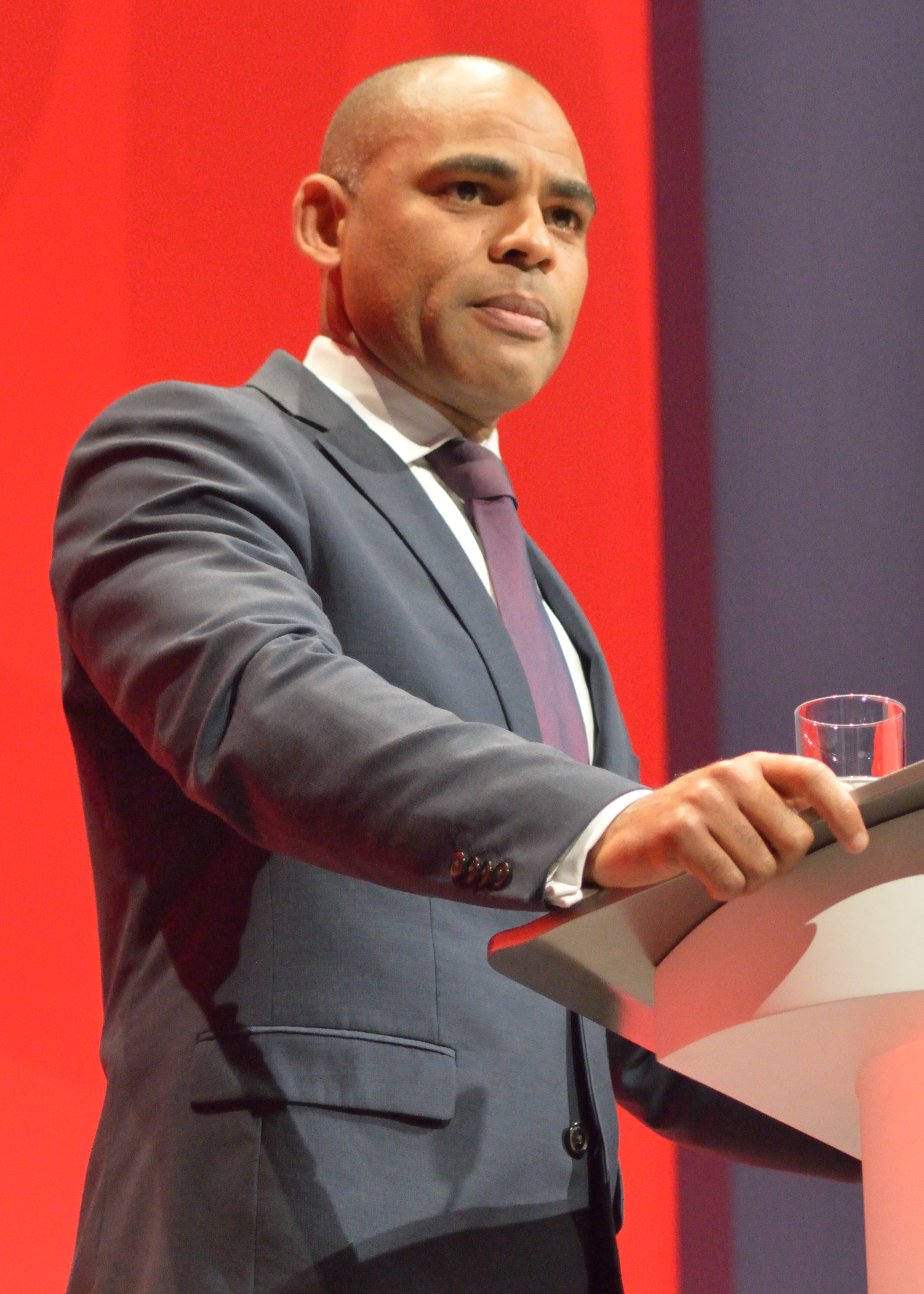
Rees s'exprimant lors de la conférence du Parti travailliste de 2016

Rees est de nouveau  choisi pour être le candidat travailliste aux élections municipales de 2016, battant facilement un conseiller travailliste en exercice lors de la sélection. Le 5 mai 2016, il est élu maire de Bristol. Il obtient 56 729 voix au premier tour et 12 021 votes de transfert au second tour, ce qui lui donne 68 750 voix au total. Il est qualifié de « premier maire noir d'origine africaine » au Royaume-Uni.
Le mandat de Rees débute avec un déficit budgétaire de 30 millions de livres sterling hérité de l'administration précédente et un déficit budgétaire de 60 millions de livres sterling provenant des réductions du financement gouvernemental jusqu'en 2020. En août 2016, Rees lance un programme de départs volontaires visant à réduire la taille des effectifs du conseil de 6 970 à 1 000 employés,,.
La décision de Rees en septembre 2018 de ne pas construire la Bristol Arena de 10 000 places près de la gare de Temple Meads, dans le centre de Bristol suscite la controverse,. L'épisode suscite un débat sur l'autorité d'un maire de ville à prendre des décisions autonomes face à l'opposition, après un vote écrasant des conseillers de tous les partis pour le maintenir dans le centre-ville.
En mars 2019, Rees oppose son veto à l'installation d'une deuxième plaque sur la statue du marchand né à Bristol Edward Colston, car il a rejeté le libellé proposé, estimant qu'il ne décrivait pas de manière adéquate le rôle de Colston dans la traite négrière de Bristol.
Le mandat de maire de Rees devait expirer en mai 2020, mais les élections sont retardées de 12 mois en raison de la Pandémie de Covid-19. L'élection municipale a lieu en mai 2021 et Rees est réélu avec 56,5 % des voix au deuxième tour contre le candidat du Parti vert, qui remporte 43,5 %. Le Parti vert réalise d'importants gains en nombre de conseillers, de sorte que le Parti travailliste perd le contrôle global du conseil, le Parti travailliste et les Verts ayant chacun 24 conseillers. Cependant, Rees peut continuer à exercer le contrôle exécutif du conseil par l'intermédiaire d'un cabinet composé exclusivement de conseillers travaillistes.
En octobre 2020, Rees reçoit le titre de membre honoraire du Royal Institute of British Architects pour son travail de « créateur de villes ». En juillet 2023, il reçoit un doctorat en lettres de l'Université de Swansea.
En mai 2022, un référendum a lieu à Bristol pour décider si la ville devait continuer à être dirigée par un maire ou par un système de comités dirigés par un conseil. La ville vote à 59 % en faveur de la suppression du poste, avec un taux de participation de 29 %. Rees continue à exercer ses fonctions de maire jusqu'en mai 2024, après quoi un nouveau système de comités est mis en place.
En 2023, il cherche à être sélectionné comme candidat parlementaire du Parti travailliste pour le nouveau siège de Bristol Nord-Est aux élections générales de 2024. Le 30 juillet, il est battu par le maire de Lewisham, Damien Egan.

## Fin de carrière
En juin 2024, Rees est nommé professeur honoraire d'industrie à l'Université de Bristol et travaille à l'Institut Cabot pour l'environnement de l'université.
Le 4 septembre 2024, Rees publie ses mémoires, Let's See What Happens ( (ISBN 978-1035009169)), sur sa vie et son mandat de maire.
En décembre 2024, Rees est nommé pair à vie et devient membre travailliste de la Chambre des lords.

## Vie privée
Marvin Rees se décrit comme le fils métis d'un père britannique-jamaïcain et d'une mère britannique blanche, sa mère l'élevant seule. Il est né et grandit à Bristol dans des conditions financières difficiles avec sept frères et sœurs,,. Il est marié à Kiersten Rees, avec qui il a trois enfants,. Il a vécu à Easton de 1978 à 2016, déménageant peu de temps après être devenu maire.
Rees est un chrétien qui fréquente l'église Hope Community à Hotwells et qui parle ouvertement de sa foi,. Durant les premières années de sa carrière, il travaille pour une association caritative chrétienne de lutte contre la pauvreté et pour un magazine chrétien de justice sociale.
Rees est nommé Officier de l'Ordre de l'Empire britannique (OBE) lors des honneurs du Nouvel An 2024 pour services rendus au gouvernement local.